# Абреу, Альсинда
Альсинда Антониу де Абреу (порт. Alcinda Abreu; 13 октября 1953, провинция Софала, Португальский Мозамбик) — мозамбикский политический, государственный и дипломатический деятель, министр социального обеспечения (1994—1997), министр иностранных дел (2005—2008), министр окружающей среды (2008—2014).

## Биография
Образование получила в лицее Бейры и Университете им. Э. Мондлане в Мапуту (1982). В 1990 году окончила факультет психологии и педагогики Педагогического университета Мапуту. В 1996 году продолжила дальнейшее обучение в области политологии и гендерных исследований в Университетском колледже Лондона и в области управления развитием в Витватерсрандском университете .
В конце 1970-х — начале 1980-х годов принимала активное участие в Молодежной ассоциации Мозамбика, где занимала должность заместителя генерального секретаря. Член ФРЕЛИМО.
С 1994 по 1997 год работала министром социального обеспечения . Была членом Национальных избирательных комиссий ФРЕЛИМО, ответственных за организацию муниципальных выборов 1998 года и всеобщих выборов 1999 года. На съезде ФРЕЛИМО в 2002 году была избрана в ЦК партии.
С 2005 по 2008 год возглавляла Министерство иностранных дел Мозамбика.

## Личная жизнь
Вдова, имеет двоих детей. Её муж, Марадали Мамадхусен, погиб вместе с Саморой Машелом в авиакатастрофе в Драконовых горах в 1986 году.